# لیگ برتر والیبال زنان ایران ۱۳۸۰
لیگ برتر والیبال زنان ایران ۱۳۸۰ اولین دوره لیگ برتر زنان بانوان و دهمین دوره از بالاترین سطح مسابقات باشگاهی والیبال زنان در ایران است. با افزایش تیمهای باشگاهی و دستجات آزاد والیبال بانوان در سطح کشور، انجمن والیبال بانوان کشور جهت بالا بردن سطح کیفی مسابقات تصمیم گرفت از سال ۱۳۸۰ رقابتها را در ۳ مقطع لیگ برتر، دسته یک و دسته ۲ برگزار نماید.
۸ تیم در اولین دوره لیگ برتر والیبال زنان شرکت کردند که در دو گروه ۸ تیمی مسابقه دادند. مسابقات از ۱۲ دی ماه ۱۳۸۰ آغاز شد و اولین فینال لیگ برتر بین پاس تهران و هما تهران در اسفندماه ۱۳۸۰ برگزار شد که در آن هما تهران با برتری بر پاس تهران قهرمان اولین دوره لیگ برتر والیبال زنان کشور شد. از بازیکنان تیم قهرمان هما در این مسابقات می‌توان از پدیده بلوری‌زاده نام برد.

## گروه یک
تیمهای هما تهران، پاس تهران، ذوب‌آهن اصفهان و شهرداری منطقه ۱۷ تهران در گروه یک جای گرفتند.
از این بین تیم‌های هما تهران و پاس تهران به مرحله نهایی صعود کردند.

## گروه دو
تیمهای صدرای شیراز، تربیت بدنی مازندران، اداره کل دانشگاه آزاد اسلامی و هلال احمر خرم‌آباد در گروه دوم بازی کردند.
از این بین تیم‌های اداره کل دانشگاه آزاد اسلامی و صدرای شیراز به مرحله نهایی راه یافتند.

## مرحله نهایی
در مرحله یک چهارم نهایی ۴ تیم صدرای شیراز، هما تهران، پاس تهران و دانشگاه آزاد با یکدیگر مسابقه دادند که در پایان دو تیم پاس تهران و هما تهران به فینال اولین دوره لیگ برتر رسیدند.
در مسابقه فینال تیم هما تهران با شکست پاس تهران قهرمان اولین دوره لیگ برتر والیبال زنان ایران شد. در پایان این بازی نگین حسینی بازیکن باسابقه تیم هما تهران و تیم ملی دانشجویان ایران از والیبال خداحافظی کرد.

## رده‌بندی پایانی
| رتبه | تیم       | صعود و سقوط |
| ---- | --------- | ----------- |
| ۱    | هما تهران |             |
| ۲    | پاس تهران |             |
| ۳    |           |             |